# Brynblomflugor
Brynblomflugor (Epistrophe) är ett släkte i familjen blomflugor. 

## Kännetecken
Brynblomflugor har gul och svart teckning vilket gör dem getinglika (mimikry). De har en längd på mellan 9 och 14 millimeter. Snarlika arter finns i släktet Syrphus. Ansiktet är gult och saknar svart mittstrimma. Ögonen saknar behåring. Ryggskölden är svart och skutellen gulaktig. Vingarna är klara med svagt färgat vingmärke. Benen är gula, ibland med mindre svarta inslag, men fram och mellanfötter är alltid gula.

## Levnadssätt
Brynblomflugor påträffas i skogsbryn, gläntor eller liknande. Larverna lever på bladlöss i buskar och träd. De fullvuxna flugorna lever på nektar och pollen på många olika slags blommor.  

## Utbredning
Det finns drygt 30 arter i släktet varav 20 finns i palearktis, 7 i den orientaliska regionen och 5 i Nordamerika. I Europa finns det 12 arter. 

## Systematik
Vissa räknar släktet Epistrophella som undersläkte till brynblomflugorna.

### Arter i Norden
11 arter har påträffats i Norden, varav 10 i Sverige. Ingen av arterna tillhör de riktigt allmänna i Sverige, men vissa av arterna kan lokalt vara ganska allmänna. Dock är förväxlingsrisken stor med arter i framför allt släktet solblomflugor, vilket gör att de kan vara förbisedda.
| Svenskt namn            | Vetenskapligt namn | Auktor                 | Utbredning i Norden                                                   |
| ----------------------- | ------------------ | ---------------------- | --------------------------------------------------------------------- |
| ringfotad brynblomfluga | E. annulitarsis    | Stackelberg, 1918      | Södra Finland.                                                        |
| kryptisk brynblomfluga  | E. cryptica        | Doczkal & Schmid, 1994 | Småland till Uppland. Södra Finland.                                  |
| gulbent brynblomfluga   | E. diaphana        | Zetterstedt, 1843      | Mälardalen. Södra Finland.                                            |
| elegant brynblomfluga   | E. eligans         | Harris, [1780]         | Skåne till Gästrikland. Danmark. Södra Norge och Finland.             |
| gul brynblomfluga       | E. flava           | Doczkal & Schmid, 1994 | Skåne, Mälardalen, Norrlandskusten. Danmark, södra Norge och Finland. |
| större brynblomfluga    | E. grossulariae    | Meigen, 1822           | Från Skåne till polcirkeln, utom fjällen.                             |
| sotkindad brynblomfluga | E. melanostoma     | Zetterstedt, 1843      | Hela Sverige utom fjällen. Finland, södra Norge och Själland.         |
| blank brynblomfluga     | E. nitidicollis    | Meigen, 1822           | Hela Norden utom i fjällen.                                           |
| mörk brynblomfluga      | E. obscuripes      | Strobl, 1910           | Sverige, Norge och Finland utom i fjällen.                            |
| bred brynblomfluga      | E. ochrostoma      | Zetterstedt, 1849      | Uppland till polcirkeln.                                              |
| pudrad brynblomfluga    | E. olgae           | Mutin, 1993            | Uppland. Södra Finland.                                               |

## Etymologi
Epistrophe betyder 'krökt' på grekiska.